# Kurt Hager

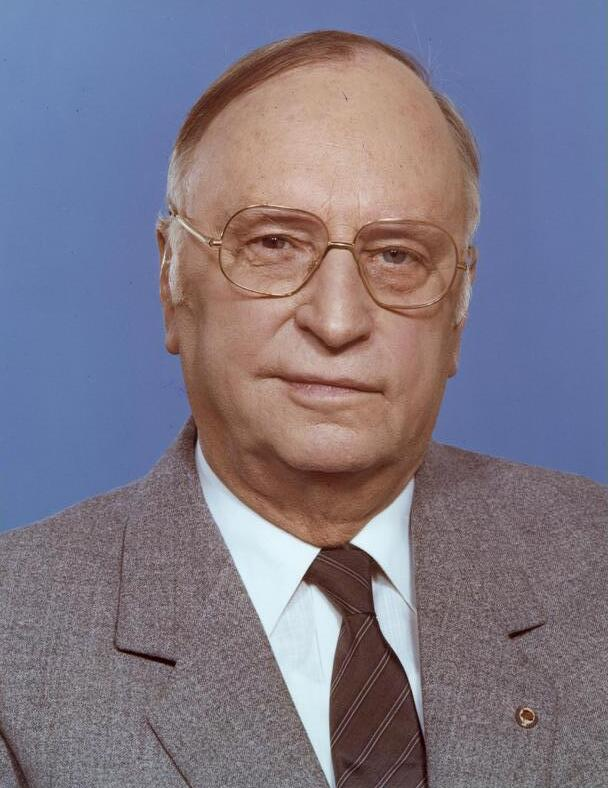
Kurt Hager (1984)

Kurt Hager (* 24. Juli 1912 in Bietigheim; † 18. September 1998 in Berlin) war ein deutscher Politiker der SED. Als Mitglied ihres Politbüros bestimmte er die Kultur- und Bildungspolitik und die Zensur in der DDR maßgeblich mit und galt als Chefideologe und oberster Kulturverantwortlicher der SED. 

## Leben

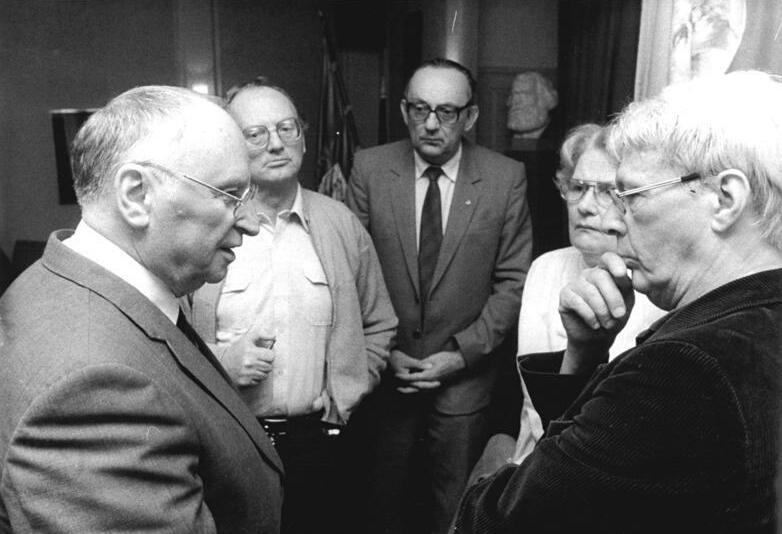
Kurt Hager (links) 1985 mit den DDR-Schriftstellern Kant (2. v. l.) und Hermlin (rechts)

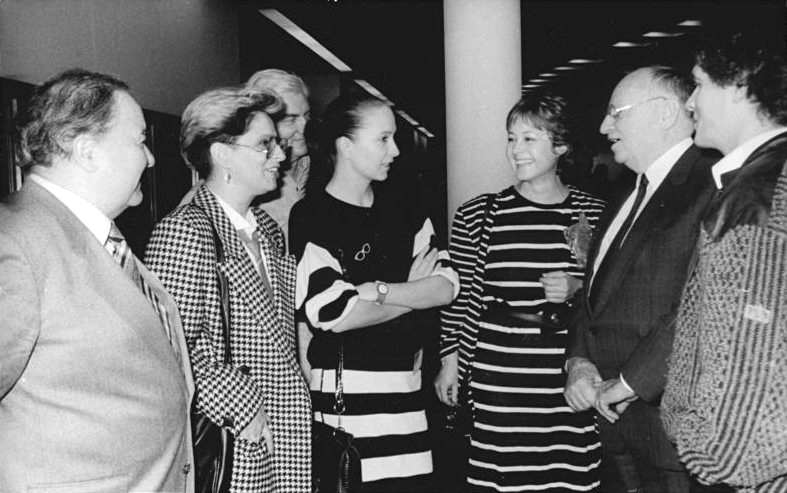
Hager (2. v. r.) 1989 auf dem Kongress der Unterhaltungskunst zusammen mit DDR-Künstlern

Als Sohn eines Arbeiters legte Hager nach Besuch von Volks- und Oberrealschule 1931 das Abitur ab; schon seit 1930 war er Mitglied der KPD. Er gehörte auch dem CVJM sowie dem Sozialistischen Schülerbund an.

### 1931 bis 1936
Hager arbeitete zunächst als Journalist.  1932 trat er in den Roten Frontkämpferbund ein. Er war 1933 an der Störung der ersten Rede Adolf Hitlers im Radio (Stuttgarter Kabelattentat) beteiligt, wurde verhaftet und kam in das KZ Heuberg. Nach kurzer Haftzeit verließ er Deutschland im Jahr 1936.

### 1936 bis 1946
Bis 1937 war er u. a. als Kurier für den Kommunistischen Jugendverband Deutschlands in der Schweiz, der Tschechoslowakei und Frankreich tätig. Von 1937 bis 1939 nahm er am Spanischen Bürgerkrieg als Journalist teil, wo er für den Deutschen Freiheitssender und das Auslandsprogramm von Radio Madrid arbeitete.
Im Jahr 1939 wurde er in Frankreich interniert (Internierungslager Argelès-sur-Mer und Camp de Gurs) und emigrierte dann nach Großbritannien. Dort war er für die Auslandsorganisation der KPD aktiv, schrieb unter dem Pseudonym Felix Albin, wurde dann zeitweilig erneut als Enemy Alien interniert, zunächst in Huyton, später auf der Isle of Man. Dann wurde er in London Mitglied des Vorstandes der Freien Deutschen Bewegung und arbeitete für die Freie Tribüne, ab Juni 1945 war er ihr Chefredakteur.

### 1946 bis 1959
Im Jahr 1946 kehrte er nach Berlin zurück. Er trat der SED bei, wo er Leiter der Abteilung Parteischulung sowie stellvertretender Chefredakteur des Vorwärts, der vom Landesverband Groß-Berlin der SED herausgegebenen Montagsausgabe des Neuen Deutschlands wurde. Hager veröffentlichte seine Texte unter dem Pseudonym „XYZ“.
Im Jahr 1948 absolvierte er einen Dozentenlehrgang an der Parteihochschule in Kleinmachnow, was ihn 1949 zum ordentlichen Professor für Philosophie an der Humboldt-Universität Berlin qualifizierte.
Im Jahr 1950 wurde er Kandidat des Zentralkomitees der SED und 1952 Leiter der Abteilung Wissenschaft des ZK der SED. 1954 wurde er Mitglied und 1955 Sekretär des ZK der SED. In dieser Funktion war er verantwortlich für Wissenschaft, Volksbildung und Kultur.

### 1959 bis 1990
1959 wurde er Kandidat und 1963 Mitglied des Politbüros des ZK der SED und Leiter der Ideologischen Kommission des Politbüros. Er wurde 1958 Abgeordneter der Volkskammer und 1967 Vorsitzender von deren Volksbildungsausschuss. Außerdem war er von 1976 bis 1989 Mitglied des Staatsrates und von 1979 bis 1989 Mitglied des Nationalen Verteidigungsrates. Im SED-Politbüro galt Hager als Chefideologe und oberster Kulturverantwortlicher. In dieser Funktion verhinderte er 1979 einen Auftritt Udo Lindenbergs in der DDR. Dieser hatte in einem Radiointerview des SFB am 5. März 1979 seinen Wunsch geäußert, für seine Fans ein Konzert in Ost-Berlin veranstalten zu wollen. Das Interview wurde von DDR-Seite aufgezeichnet und einen Tag später als Information vom Staatlichen Komitee für Rundfunk, Abteilung Monitor an Hager gesandt. Hager schrieb am 9. März 1979 quer über das Blatt: „Auftritt in der DDR kommt nicht in Frage“.
In Reden und Schriften bestritt Hager die Existenz einer einheitlichen deutschen Kulturnation und einer gemeinsamen deutschen Geschichte. Am 9. April 1987 gab Hager in einem Interview mit der bundesdeutschen Illustrierten Stern zu den Reformen Gorbatschows in der Sowjetunion die Antwort:

„Würden Sie, nebenbei gesagt, wenn Ihr Nachbar seine Wohnung neu tapeziert, sich verpflichtet fühlen, Ihre Wohnung ebenfalls neu zu tapezieren?“

Am 10. April 1987 erschien das Interview mit der offiziellen Absage an die Glasnost- und Perestroika-Politik in der Sowjetunion im SED-Zentralorgan Neues Deutschland. Sowohl Teile der SED-Basis als auch der übrigen Bevölkerung der DDR brachten ihren Unmut gegen Kurt Hager mit dem Spottnamen „Tapeten-Kutte“ zum Ausdruck. So schmähte ihn auch Wolf Biermann in seiner Ballade von den verdorbenen Greisen.
Hans Modrow und Egon Krenz offenbarten unabhängig voneinander in Buch-Publikationen der Jahre 2018 bzw. 2019, dass besagter legendär gewordener Tapetenvergleich im Stern-Interview gar nicht aus der Feder Hagers stammte, sondern ihm stattdessen von Erich Honecker persönlich in den Wortlaut der Antworten hineingeschrieben worden war. Krenz würdigt darüber hinaus Hagers loyalen Charakter, diese eigentliche Urheberschaft auch nach 1989 nie öffentlich gemacht zu haben.

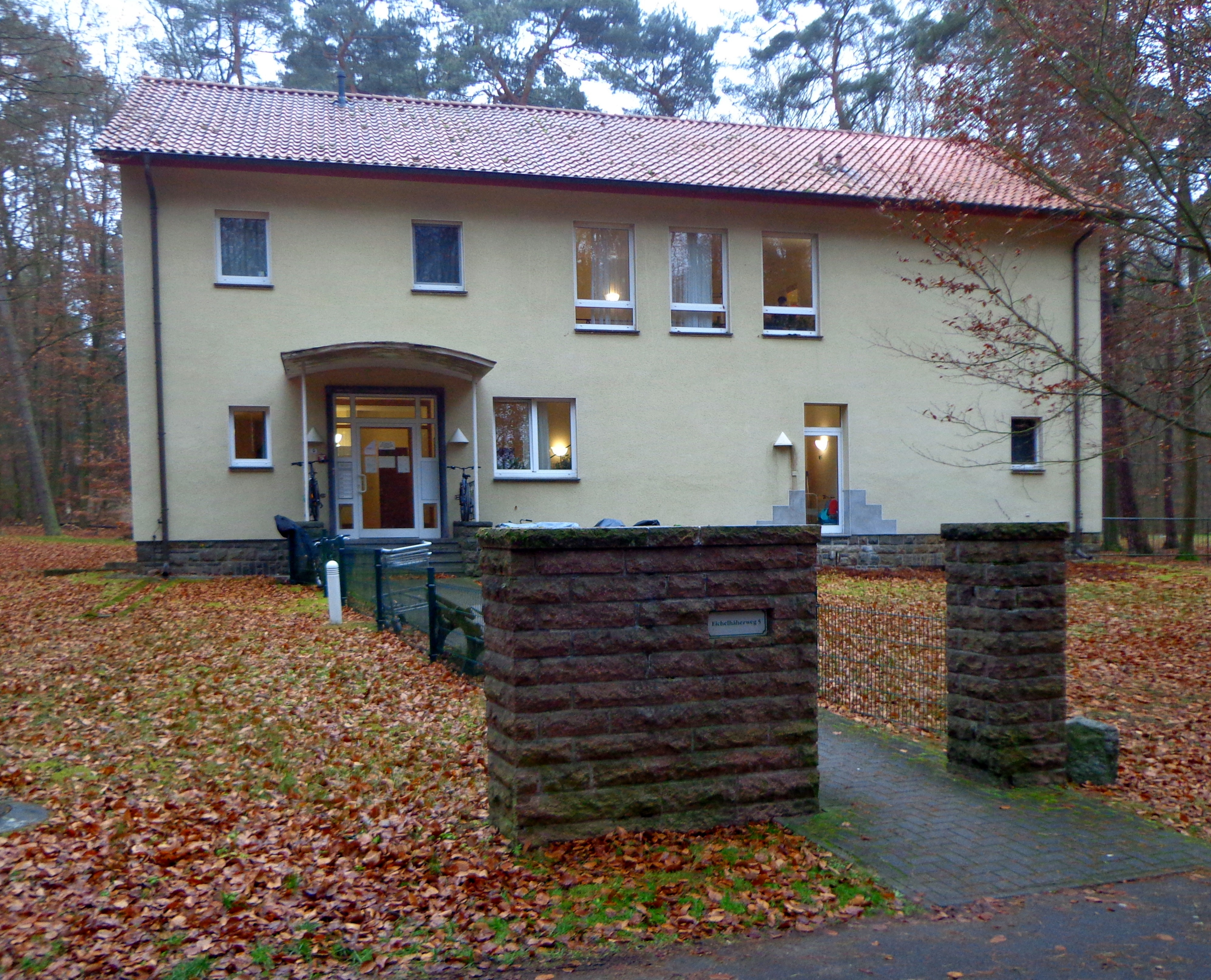
Waldsiedlung Wandlitz, das einst von Hager bewohnte "Haus 18"

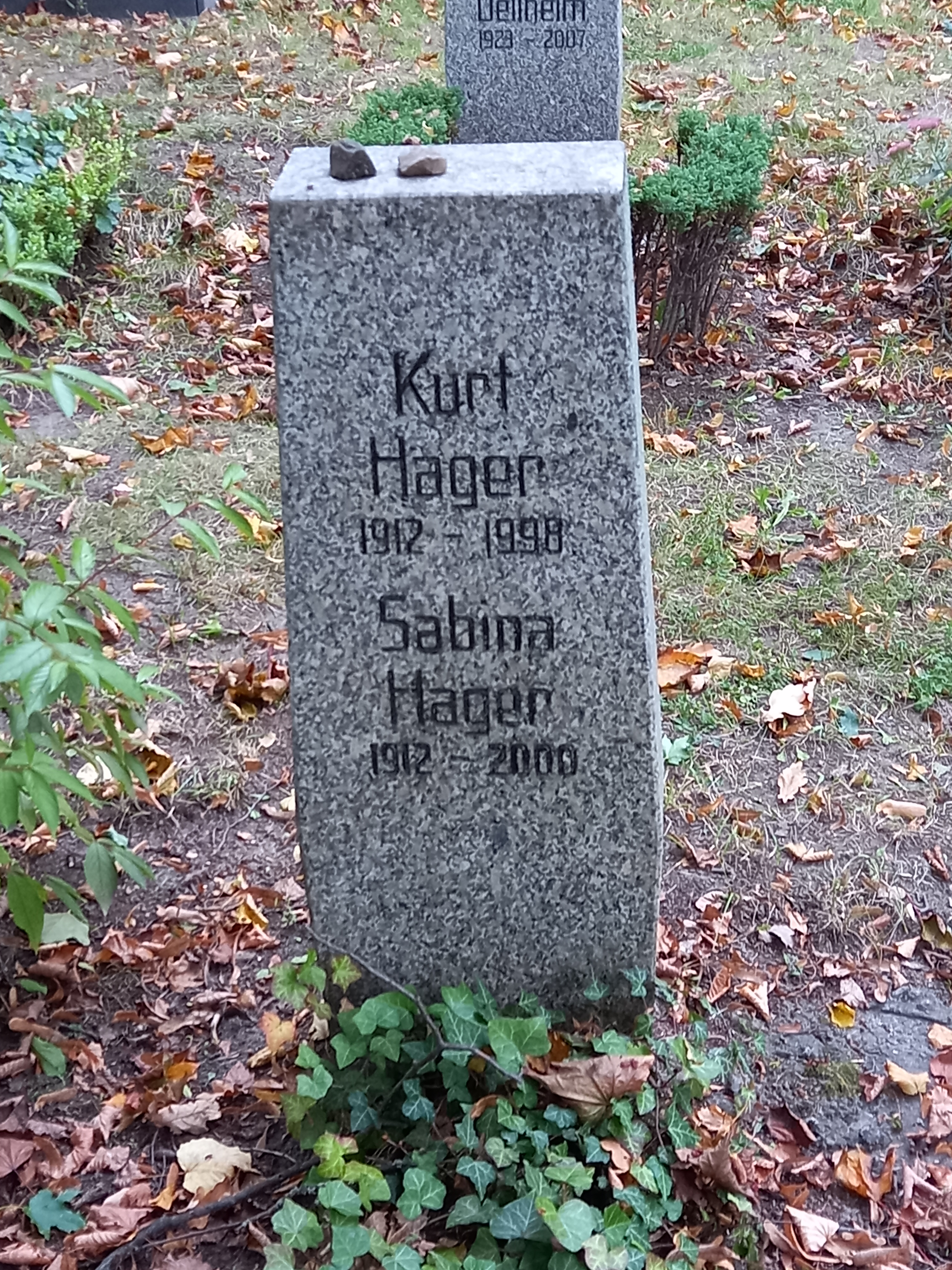
Das Grab von Kurt Hager und seiner Ehefrau Sabina geborene Schauer auf dem Zentralfriedhof Friedrichsfelde in Berlin

Auf der 10. Tagung des ZK nach dem XI. Parteitag der SED vom 8. bis zum 10. November 1989 schied Hager aus seinen Funktionen aus. Gegenüber Jan Carpentier, der am 23. November 1989 im Rahmen der DDR-Jugendsendung Elf 99 aus der Waldsiedlung Wandlitz berichten durfte, gab Hager an, unfreiwillig in der Hochzeit des Kalten Krieges hier einquartiert worden zu sein. Man habe sich „den Beschlüssen der Partei gebeugt“, sagte Hager in Gegenwart seiner Frau. Wandlitz bezeichnete er als sein siebtes Internierungslager, in das er gekommen sei. Später nahm er diese Aussage zurück.
Am 20./21. Januar 1990 beendete die inzwischen in Sozialistische Einheitspartei Deutschlands – Partei des Demokratischen Sozialismus (SED-PDS) umbenannte SED Hagers Mitgliedschaft durch Ausschluss.

### 1990 bis 1998
1995 trat er in Berlin in die Deutsche Kommunistische Partei (DKP) ein. Das Landgericht Berlin verhandelte ab 1995 im Politbüroprozess wegen der Todesschüsse an der deutsch-deutschen Grenze gegen Hager. Am 9. Mai 1996 wurde das Verfahren gegen Hager wegen erheblich eingeschränkter Verhandlungsfähigkeit abgetrennt. Im September 1996 erschienen seine Memoiren.
Kurt Hager starb am 18. September 1998 im Alter von 86 Jahren. Sein Grab und das seiner Frau befindet sich auf dem Zentralfriedhof Berlin-Friedrichsfelde in der Gräberanlage für Opfer des Faschismus und Verfolgte des Naziregimes.
Er war verheiratet mit Sabina Hager, geb. Schauer (1912–2000). Das Ehepaar Hager hatte zwei Kinder: einen Sohn (* 1944) und die Tochter Nina Hager.

## Auszeichnungen
Hager wurde in der DDR vielfach ausgezeichnet:
- 1956: Hans-Beimler-Medaille
- 1958: Vaterländischer Verdienstorden in Silber
- 1962: Banner der Arbeit
- 1964: Vaterländischer Verdienstorden in Gold
- 1969: Held der Arbeit
- 1977, 1982 und 1987: Karl-Marx-Orden

## Schriften
- László Rajk und Komplicen vor dem Volksgericht. Dietz-Verlag, Berlin 1949 (Vorwort).
- Der dialektische Materialismus – die theoretische Grundlage der Politik der SED. Dietz-Verlag, Berlin 1959.
- Humanismus und Wissenschaft. Aufbau-Verlag, Berlin 1961.
- Zur geistigen Situation der Gegenwart. Dietz-Verlag, Berlin 1961.
- Die Aufgaben der Gesellschaftswissenschaft in unserer Zeit. Dietz-Verlag, Berlin 1969.
- Grundfragen des geistigen Lebens im Sozialismus. Dietz-Verlag, Berlin 1970.
- Marxistisch-leninistische Philosophie und ideologischer Kampf. Dietz-Verlag, Berlin 1970.
- Zur Theorie und Politik des Sozialismus. Reden und Aufsätze. Dietz-Verlag, Berlin 1972.
- Sozialismus und wissenschaftlich-technische Revolution. Dietz-Verlag, Berlin 1973.
- Das "Manifest der Kommunistischen Partei" und der revolutionäre Weltprozeß, Dietz, Berlin 1973
- Wissenschaft und Technologie im Sozialismus. Dietz-Verlag, Berlin 1974.
- Die Gesellschaftswissenschaften vor neuen Aufgaben. Dietz-Verlag, Berlin 1981.
- Beiträge zur Kulturpolitik. Reden und Aufsätze. Band I: 1972 - 1981. Dietz-Verlag, Berlin 1987, ISBN 3-320-01018-2.
- Beiträge zur Kulturpolitik. Reden und Aufsätze. Band II: 1982 - 1986. Dietz-Verlag, Berlin 1987, ISBN 3-320-01019-0.
- Wissenschaft und Wissenschaftspolitik im Sozialismus. Vorträge 1972 - 1987. Dietz-Verlag, Berlin 1987, ISBN 3-320-01021-2.
- Kontinuität und Veränderung. Beiträge zu Fragen unserer Zeit. Dietz-Verlag, Berlin 1989, ISBN 3-320-01421-8.
- Erinnerungen. Faber und Faber, Leipzig 1996, ISBN 3-928660-80-2.